# Al Kamlin

Localização do distrito

Al Kamlin é um dos sete distritos do estado de Al Jazirah, no Sudão.